# Kujō Yoshihira
Kujō Yoshihira (九条良平, [[[1184]] - 1240] Erro: {{japonês}}: texto da transliteração contém caractere não latino (pos 19) (ajuda)), também conhecido como  Daigo Daijō-Daijin, foi um nobre do final do período Heian e início do Período Kamakura da História do Japão.

## Vida e Carreira
Yoshihira foi o terceiro filho de Kanezane e sua mãe foi Fujiwara Noyorisuke. 
Em 1200 foi nomeado Jijū (侍従, camerlengo).
Em 1204 foi nomeado Sangi.
Em 1208 foi nomeado Chūnagon.
Em 1211 foi nomeado Dainagon.
Entre 1224 e 1227 atuou como Naidaijin.
Entre 1227 e 1229 atuou como Sadaijin.
Entre 1238 e 1239 atuou como Daijō Daijin.
Em 1239 entrou para o sacerdócio budista.
Fez parte da antologia Shin Kokin Wakashū (新古今和歌集, "Nova Coleção de Poemas Antigos e Modernos") encomendada em 1201 pelo imperador Go-Toba sendo oficialmente apresentada em 1205.

| Precedido por Saionji Kintsune         | 42º Daijō Daijin (1238 - 1239) | Sucedido por Saionji Saneuji      |
| Precedido por Membro do Ramo Tokudaiji | 56º Sadaijin (1227 - 1229)     | Sucedido por Kujō Norizane        |
| Precedido por Saionji Kintsune         | 55º Naidaijin (1224 - 1227)    | Sucedido por Membro do Ramo Konoe |